# Kungliga Svenska Segelsällskapet

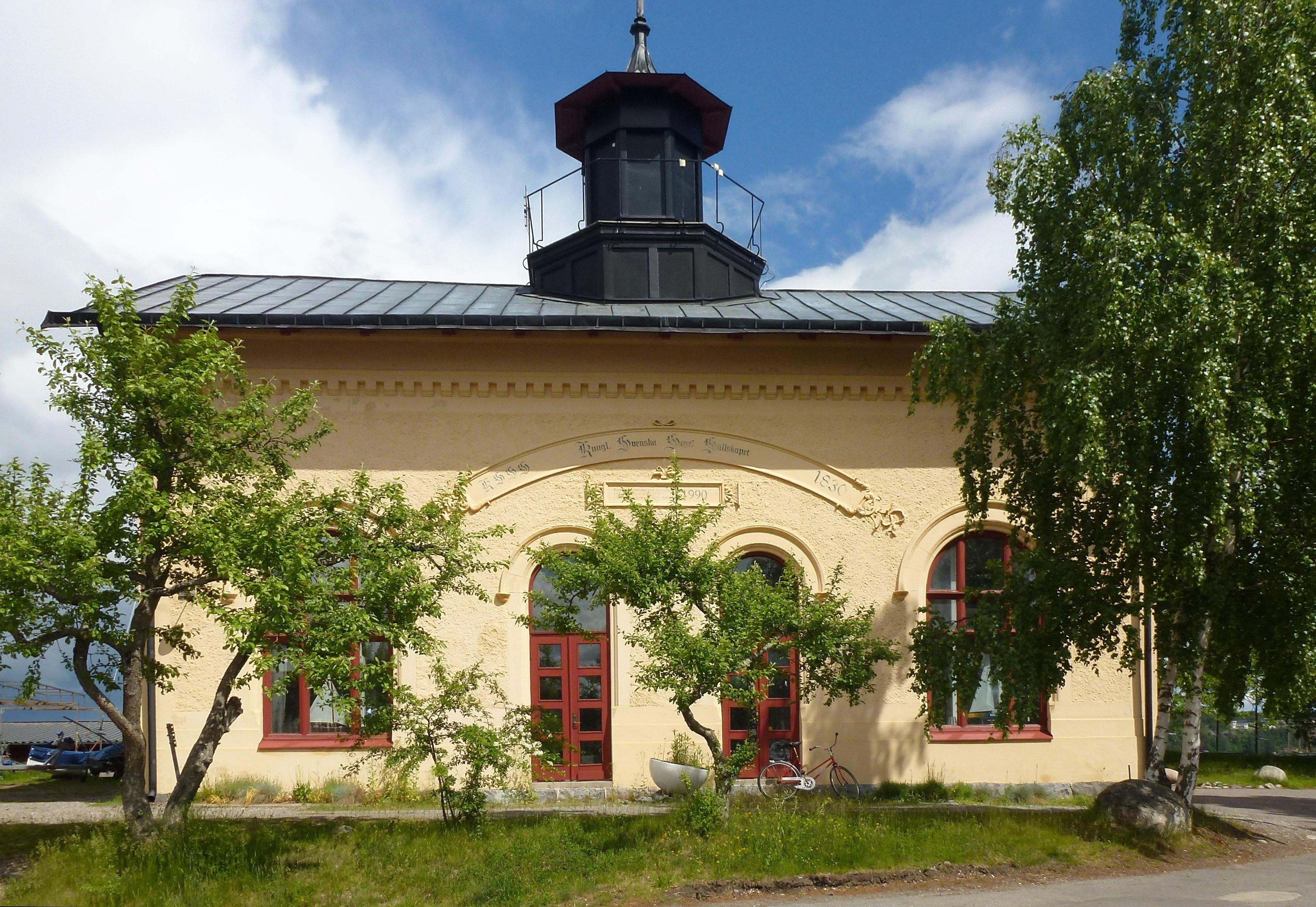
KSSS byggnad i Saltsjöbaden, tidigare Sveriges första elverk från 1895, inrättat av Gustav de Laval.

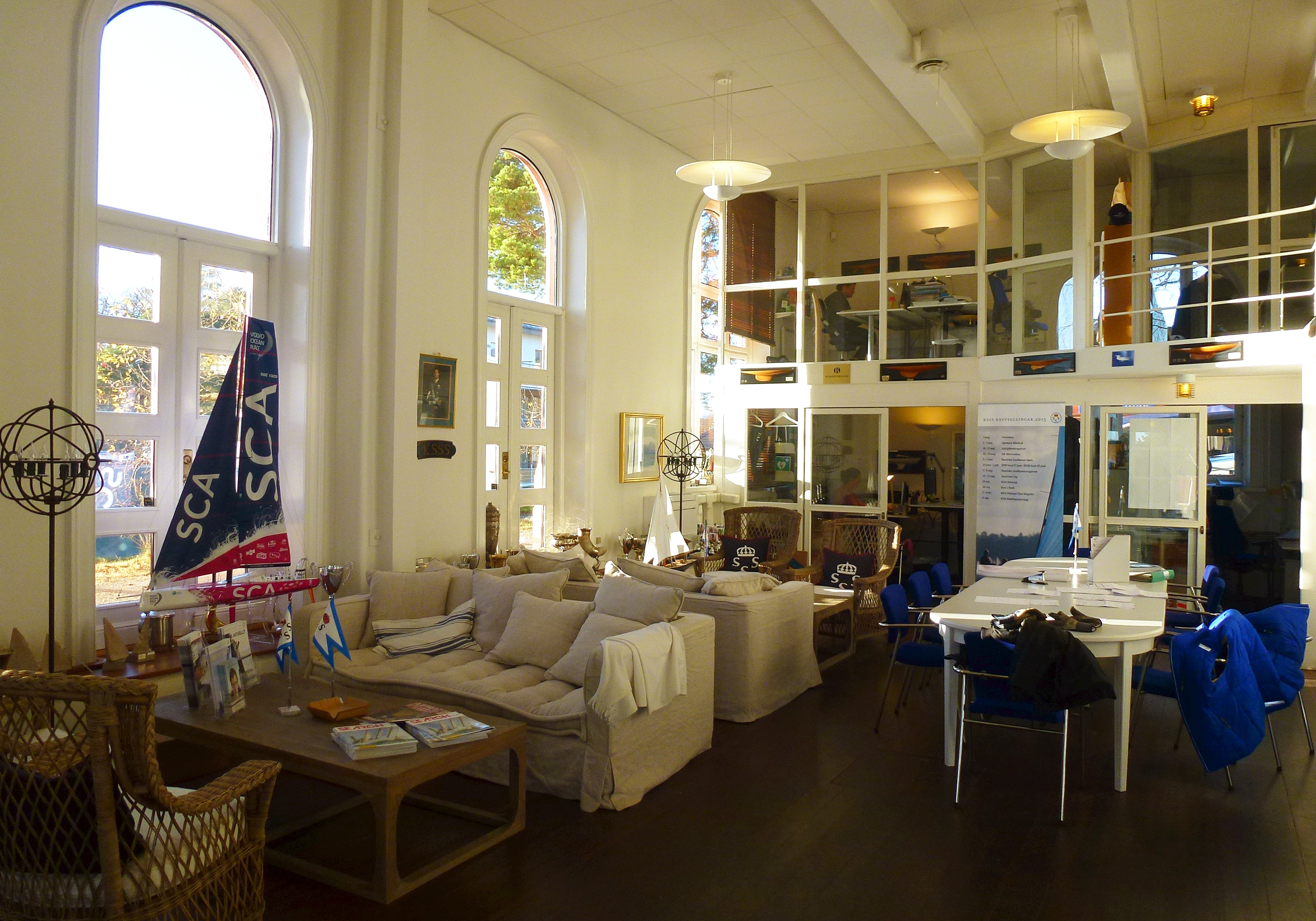
KSSS kansli i Saltsjöbaden.

Kungliga Svenska Segel Sällskapet, KSSS, är Sveriges största och äldsta segelsällskap och ett av de fem äldsta i världen, bildat den 15 maj 1830 av Olof Fresk. KSSS är det äldsta segelsällskapet i världen utanför de brittiska öarna och störst i världen med 6000 aktiva medlemmar.

## Historik
Föreningen bildades 15 maj 1830 och hette då bara ”Segelsällskapet”. Bildandet skedde på Skeppsholmen hos grosshandlare Olov Fresk. 1831 KSSS fick sin första ordförande, amiral Claes Cronstedt. Den första kappseglingen som KSSS anordnade ägde rum den 12 september 1833 och den första kappseglingen med priser 1854. 
År 1878 bytte föreningen namn till det nuvarande Kungliga Svenska Segelsällskapet och två år senare blev Oscar II förste hedersledamot samt sällskapets beskyddare. År 1884 fick KSSS sitt första klubbhus – Skridskopaviljongen på Kastellholmen – som delades med Kungliga Skridskoklubben. 
1897 invigde Oscar II det nya klubbhuset i Sandhamn när han firade 25 år på tronen. Antalet medlemmar närmade sig 2 000 med över 200 fartyg/segeljakter registrerade i klubben. Stor jubileumsregatta med representanter från 15 nationer och samma år kunde kvinnor antas som medlemmar. KSSS deltog i världsutställningen i Chicago med egen avdelning. 1905 medverkade sällskapet till att Svenska Seglarförbundet bildades. År 1919 utökades fastighetsbeståndet av ett klubbhus i Österskär och en paviljong på skäret Lilla Gastholmsgrund i Kanholmsfjärden.
År 1930 med ett stort 100-årsjubileum och regatta i Sandhamn där över 200 jakter deltog från 15 nationer och med Princess Svanevit – R-12 byggd av förläggare Åkerlund som seglade under sällskapets flagg. Jubileet avslutades med stor bal i Stockholms stadshus, över 1200 gäster. En minnessten som uppfördes i samband med 100-årsjubileet finns idag på gräsplanen framför salutkanonerna efter brofästet på Skeppsholmen. 
1935 stod sällskapet värd för Fårötinget som blev grunden till första Gotland Runt 1937. 1945 bildades North American Station (NAS) i New York. År 1946 köptes Lökholmen vid Sandhamn in till sällskapet och bildade därefter basen i sällskapets seglarutbildningar. År 1990 invigde sällskapet det nya klubbhuset i Hotellviken, Saltsjöbaden. År 2000 flyttades konfirmationslägret till Långholmen som övertagits av sällskapet. År 2019 etablerade KSSS sin första hållbarhetsvision med ambitionen att vara förebild för segelklubbar runt om i världen inom hållbarhet.

## Milstolpar och framgångar inom segling
Sällskapets inriktning har sedan starten varit segling och kappsegling. Redan 1852 vann Skonerten Sverige (280 ton)  över skonerten America i Sällskapets första stora uppvisning internationellt. 1912 är Sällskapet medarrangör av OS i Stockholm, seglingarna går i Nynäshamn och  Sverige får ett guld, två silver och ett brons. 
Sällskapet har genom åren bidragit till många OS, VM och Guldpokaler med kända seglare som Tore Holm, Sven Salén, Pelle Gedda, Bröderna Sundelin, Börje Larsson, Sune Carlsson, Calle Piehl, Peter Norlin, Sandra Sandquist, Malin Millbourn, Fredrik Lööf, Max Salminen, Anders Ekström, Anton Dahlberg, Josefin Olsson, Vilma Bobeck med flera. 
Två internationella deltaganden var dels när Sällskapet 1977 deltog i Americas Cup med Pelle Pettersson, dels när Sällskapet genom Roger Nilson seglade Whitbread Around The World Race 1989/90. 

## Verksamhet idag
Verksamheten omfattar kappsegling, träning, lägerverksamhet, utbildning, eskaderseglingar och klubbaktiviteter. KSSS driver även hamnverksamhet och har egna gästhamnar i Hotellviken i Saltsjöbaden, Sandhamn, Telegrafholmen och på Lökholmen. 
KSSS har sitt kansli, klubbhus och hamn i Hotellviken i Saltsjöbaden. Lägerverksamheten bedrivs i egna anläggningar på Lökholmen invid Sandhamn och Långholmen innanför Ljusterö. Träningsverksamheten i sin tur bedrivs i egna anläggningar i Saltsjöbaden och Djursholm.
Varje år arrangerar KSSS havskappseglingen Gotland Runt Offshore Race men också en rad olika årligen återkommande tävlingar som Saltsjöbadsregattan på Baggensfjärden,  Sandhamnsregattan, KSSS Olympic Class Regatta med flera.